# Trixoscelis adnubila
Trixoscelis adnubila är en tvåvingeart som beskrevs av Timothy M. Cogan 1977. Trixoscelis adnubila ingår i släktet Trixoscelis och familjen myllflugor. Inga underarter finns listade i Catalogue of Life.